# 가모가와정 (오카야마현)
가모가와정(加茂川町)은 오카야마현 중앙부에 위치했던 정이다. 
오카야마현의 중앙에 위치하고 있던 것으로부터 「마음을 소중히 한 마을 만들기에 임한다」라고 하는 의미에서, 「하트 오브 오카야마」를 캐치프레이즈로 한 마을 만들기를 진행시키고 있었다. 현재는 합병(헤세 대합병 오카야마현의 제1호)에 의해 기비추오정이 되었고, 정사무소는 기비추오정사무소인 가모가와 청사가 되었다.

## 지리
기비 고원에 위치하며 고원과 산림으로 차지하고 있다. 정 남서부에는 기비 고원 도시가 있어 산업·복지·거주의 조화가 도모된 도시 계획이 이루어지고 있다.

## 역사
- 1932년 4월 1일 - 3촌이 합병해 쓰가촌이 되었다.
- 1953년 7월 1일 - 에요미촌의 일부를 니야마촌에 편입하였다.
- 1955년 3월 31일 - 미즈군의 5촌이 합병, 정으로 승격해 가모가와정이 되었다.
- 2004년 10월 1일 - 미쓰군 가요정과 신설합병에 의해 가모군 기비추오정이 되었다.

## 교통

### 도로
- 국도 제429호선 (일본)(일본어판)
- 국도 제484호선 (일본)(일본어판)